# 工农兵联合起来
《工农兵联合起来》，革命民歌。出现于北伐战争时期，流传过程中经过不断修改，至第二次国内革命战争后的版本与现在基本相同。在1964年的大型音乐舞蹈史诗《东方红》位于第一场《东方的曙光》。1966年电影《大浪淘沙》插曲。

## 曲调来源
在第二次国内革命战争时期，中国工农红军利用《中国男儿》的曲调填词创作了该歌曲，旋律上删繁就简，加强了气势雄伟的进行曲节奏。
而关于爱国题材的早期学堂乐歌《中国男儿》曲调，说法不一，主要说法有：
- 源自1901年日本作曲家小山作之助（日语：小山作之助）的日本校园歌曲《学生宿舍的旧吊桶》（日语：／ Kisyukusya No Furutsurube）[2]，这是最为普及的看法。[3]
- 为匈牙利民歌的曲调。
- 《中国男儿》为1895年的陆军军歌[1]。